# Klimow TW7-117

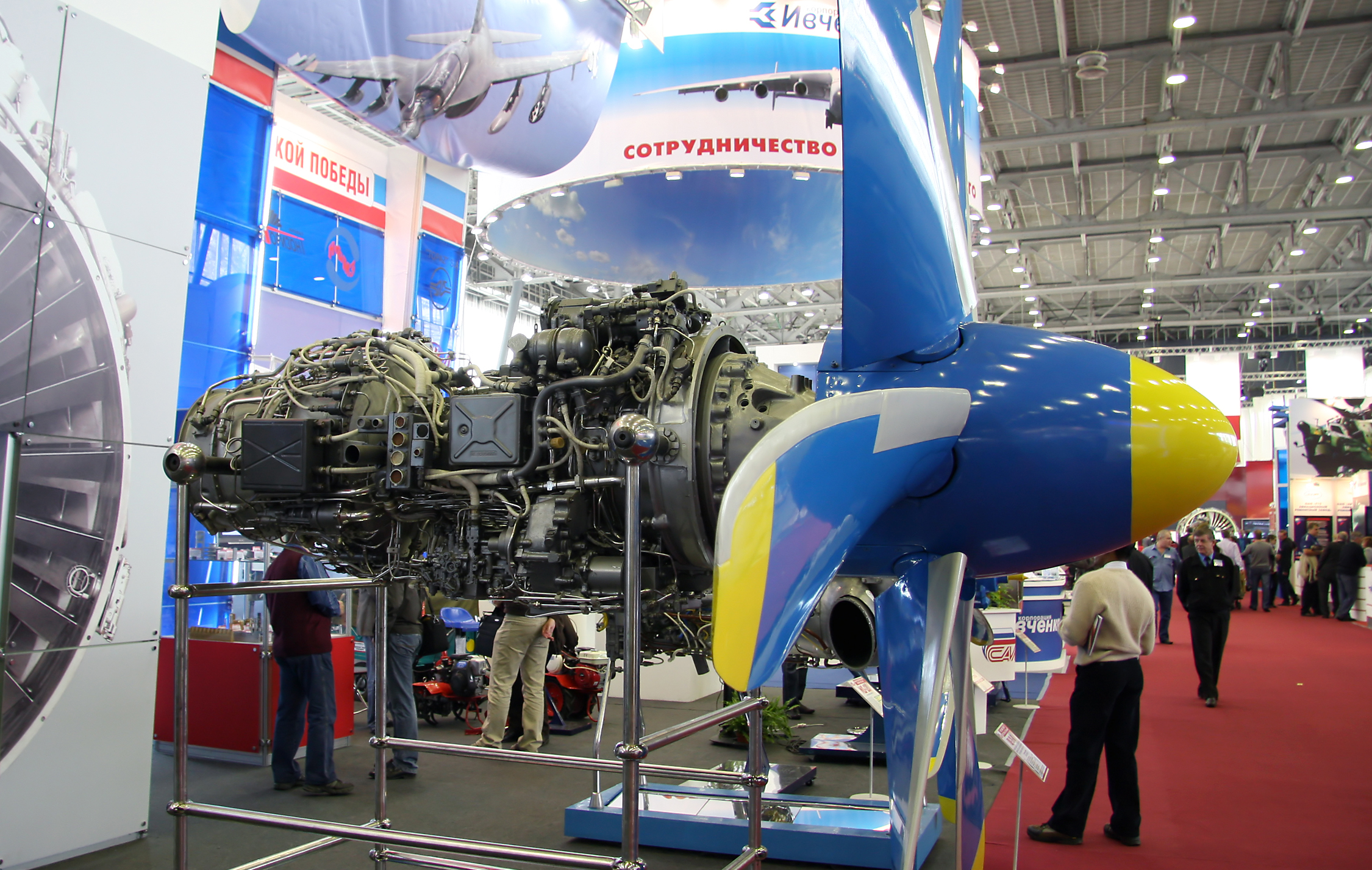
TW7-117S

Das TW7-117 ist ein PTL-Triebwerk (Turboprop) des russischen Herstellers Klimow. Es dient als Antrieb der Iljuschin Il-114-300 und des Hubschraubers Mil Mi-38.

## Entwicklung
Das TW7-117 wurde in den 1990er-Jahren entwickelt und 1997 durch die russische Luftfahrtbehörde zertifiziert. Ende September 2020 erfolgten die ersten Tests am Boden mit laufenden Triebwerken am Prototyp der komplett überarbeiteten neuen Il-114-300. Der Erstflug ist für Oktober 2020 geplant.
Gegenüber seinem Vorgänger Klimow TW3-117 wurden der spezifische Brennstoffverbrauch gesenkt sowie die Zuverlässigkeit und die Wartungsintervalle vergrößert.

## Technik

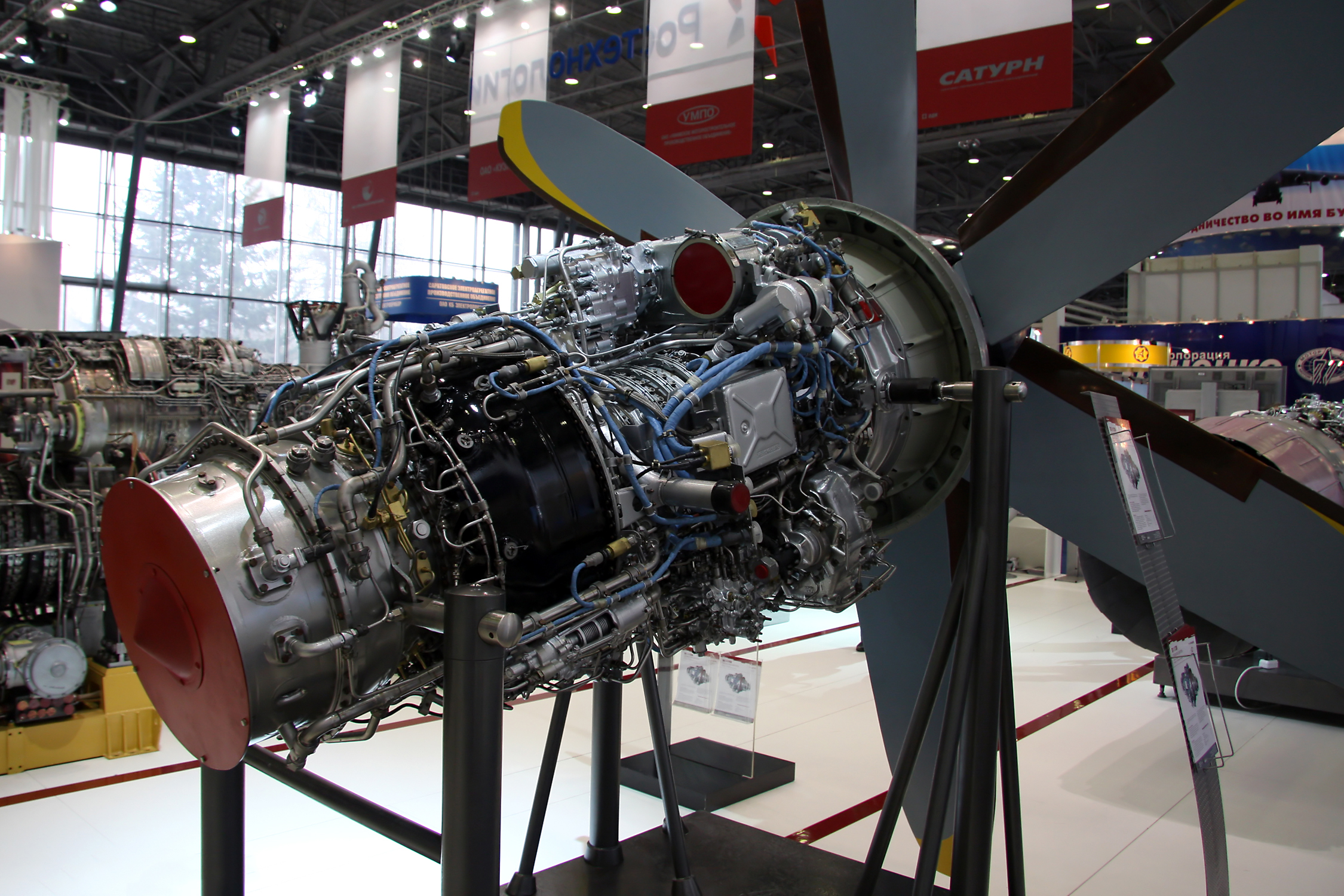
TW7-117SM

Das TW7-117 ist ein Einwellen-Turboproptriebwerk mit einem fünfstufigen Axial- und einem einstufigen Radialverdichter, die von einer zweistufigen Turbine angetrieben werden. Eine weitere zweistufige freilaufende Arbeitsturbine treibt den Propeller oder Rotor an. Die Brennkammern sind ringförmig angeordnet. Die Steuerung ist digital (FADEC).
|                                  | TW7-117WM                                                                         |
| -------------------------------- | --------------------------------------------------------------------------------- |
| Typ                              | Wellenturbine/Turboprop (mit freilaufender Arbeitsturbine)                        |
| Länge                            | 1.614 mm                                                                          |
| Durchmesser                      | 640–820 mm                                                                        |
| Masse (trocken)                  | 360 kg                                                                            |
| Axialverdichter                  | 5 Stufen                                                                          |
| Radialverdichter                 | 1 Stufe                                                                           |
| Gasgeneratorturbine              | zweistufige Axialturbine                                                          |
| Arbeitsturbine                   | zweistufige Axialturbine, vom Gasgenerator mechanisch unabhängige Freilaufturbine |
| Maximalleistung                  | 2.800 PS (2.059 kW)                                                               |
| Druckverhältnis                  | 1:16                                                                              |
| Spezifischer Kraftstoffverbrauch | 199 g/PS/h                                                                        |

## Varianten
- TW7-117S

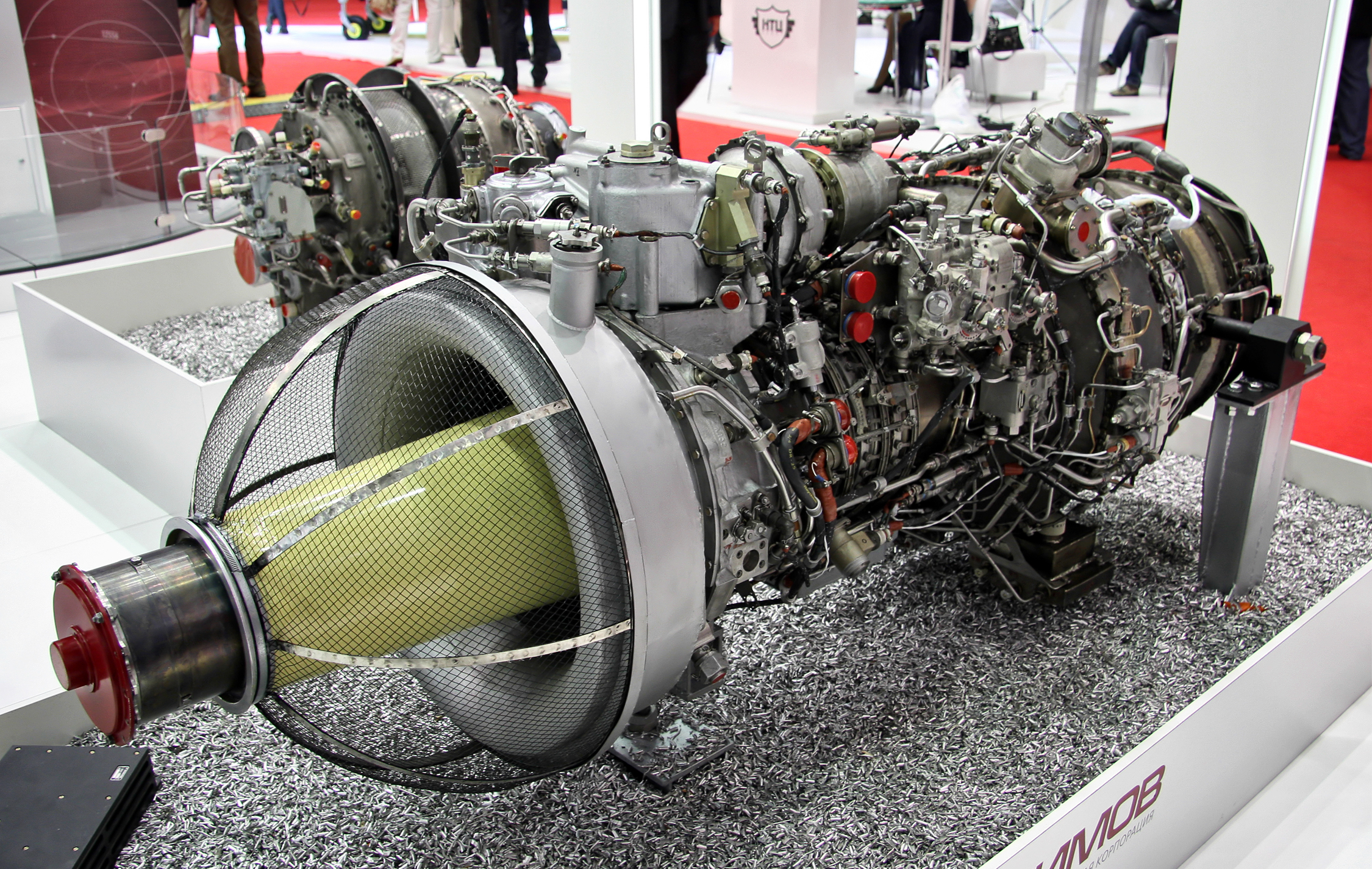
Mi-38-Triebwerk TW7-117W

- TW7-117SM: Turboprop-Variante für die Il-114
- TW7-117ST: Turboprop-Variante für Transportflugzeuge, vorgesehen für die Il-112[4]
- TW7-117W: Wellentriebwerk für Hubschrauber. Verwendet im Mi-38[5]
- TW7-117WM: See-Variante des TW7-117M
- TW7-117WK: Wellentriebwerk für Hubschrauber, Wellenabgang hinten. Nachrüsttriebwerk für Mil Mi-28 und Kamow Ka-50/Ka52